# Färghandlarens kassavalv
Färghandlarens kassavalv (engelska: The Adventure of the Retired Colourman) är en av Sir Arthur Conan Doyles 56 noveller om detektiven Sherlock Holmes. Novellen publicerades ursprungligen 1926 och ingår i novellsamlingen The Case-Book of Sherlock Holmes.

## Handling
En pensionerad färghandlare, Josiah Amberley, söker Holmes hjälp. Hans fru är försvunnen, och likaså en granne, doktor Ray Ernest. De har försvunnit tillsammans och har tagit med sig en stor summa pengar och värdepapper.
Holmes är emellertid för upptagen och skickar Doktor Watson som gör sitt bästa i undersökningen. 